# Бранислав Видић
Др Бранислав - Брана Видић (Сремска Митровица, 20. мај 1934 — Сарасота, 15. март 2020) био је професор на Џорџтаун универзитету у Вашингтону, академик, светски стручњак за микробиологију. Дипломирао је стоматологију у Београду, а последипломске студије је завршио на Атомском институту у Швајцарској. У Швајцарској држи повремено предавања као гостујући професор. Поред научног, бави се хуманитарним радом и председник је организације „Ми бринемо“, која је помагала у збрињавању избеглица.

## Награде
- 2011: Награда Браћа Карић